# Ambe (Kombinatorik)
Eine Ambe (auch Binion) ist in der mathematischen Kombinatorik die Auswahl zweier verschiedener Elemente aus einer gegebenen Menge, ohne Berücksichtigung der Reihenfolge.  
Das bedeutet: Es interessiert nur, welche zwei Elemente zusammen ausgewählt werden, nicht welches zuerst oder zuletzt kommt.
Formell ausgedrückt:  
Ist M eine endliche Menge mit n Elementen, dann ist eine Ambe eine 2-elementige Teilmenge von M.
In der Gegenwartsmathematik ist der Name obsolet.

## Berechnung
Die Anzahl der möglichen Amben wird mit dem Binomialkoeffizienten {\displaystyle {\binom {n}{2}}} berechnet:
{\displaystyle {\binom {n}{2}}={\frac {n\cdot (n-1)}{2}}}

## Beispiele

### Beispiel  Kartenkombination
Gegeben seien vier Spielkarten: {♥ Ass, ♦ Ass, ♠ Ass, ♣ Ass}
Alle möglichen Amben (Zweierauswahlen) sind:
- {♥ Ass, ♦ Ass}
- {♥ Ass, ♠ Ass}
- {♥ Ass, ♣ Ass}
- {♦ Ass, ♠ Ass}
- {♦ Ass, ♣ Ass}
- {♠ Ass, ♣ Ass}

Es gibt also genau {\displaystyle {\binom {4}{2}}=6} Amben.

### Beispiel  Interviewpartner im Fußballteam
Ein Trainer möchte aus seinen 11 Spielern zwei auswählen, die gemeinsam ein Interview geben.
Die Anzahl der möglichen Amben:
{\displaystyle {\binom {11}{2}}={\frac {11\cdot 10}{2}}=55}
Es existieren also 55 verschiedene Möglichkeiten, zwei Spieler auszuwählen.

### Beispiel  Chemische Kombination
Eine Chemikerin hat fünf verschiedene Substanzen. Sie möchte jeweils zwei Substanzen mischen.
Die Anzahl der möglichen Amben:
{\displaystyle {\binom {5}{2}}={\frac {5\cdot 4}{2}}=10}
Es gibt somit 10 mögliche Stoffpaarungen.

## Merkmale
- Keine Reihenfolge: Die Ambe {A, B} ist identisch mit {B, A}.
- Keine Wiederholung: Ein Objekt kann nicht doppelt gewählt werden (keine {A, A}).

## Grafische Darstellung

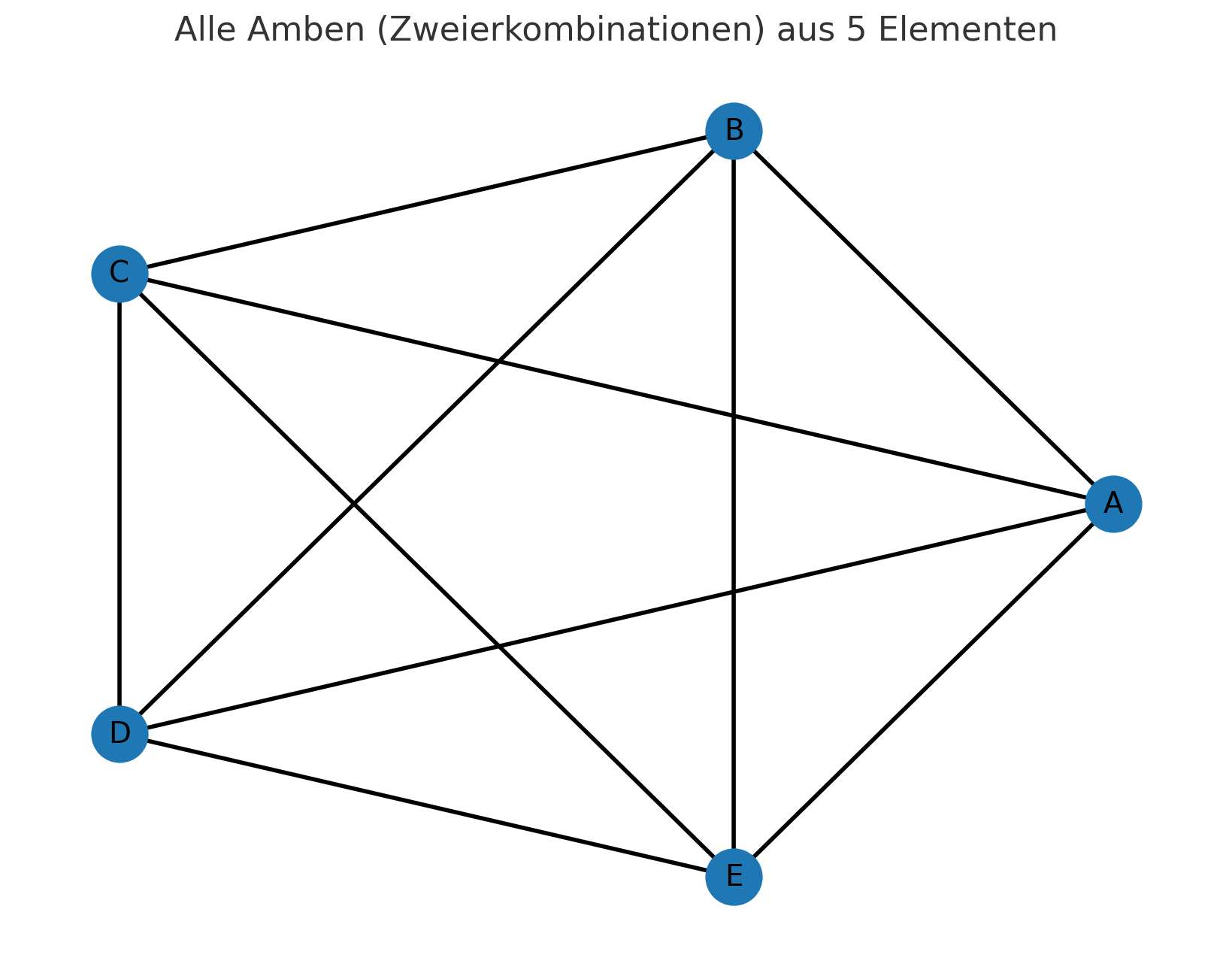

Alle möglichen Amben aus fünf Elementen {A, B, C, D, E} sind als Kanten im Diagramm dargestellt.
Diese sind:
- {A, B}
- {A, C}
- {A, D}
- {A, E}
- {B, C}
- {B, D}
- {B, E}
- {C, D}
- {C, E}
- {D, E}

## Anwendungen
| Bereich        | Beschreibung                                   |
| -------------- | ---------------------------------------------- |
| Statistik      | Bildung von Stichprobenpaaren                  |
| Sport          | Auswahl von Spielerpaaren oder Teams           |
| Graphentheorie | Bildung der Kanten eines vollständigen Graphen |